# Aduge
Die Sprache Aduge ist eine von Aussterben bedrohte edoide Sprache, die nur noch von 1.900 Einwohnern des nigerianischen Bundesstaates Anambra gesprochen wird (Stand 1992).
Das Aduge bildet innerhalb der Benue-Kongo-Sprachgruppe die Untergruppe der Nordwestedoiden Sprachen.